# ریوردیل (جورجیا)
ریوردیل، جورجیا (به انگلیسی: Riverdale, Georgia) یک شهر در ایالات متحده آمریکا با جمعیت ۱۵٬۱۳۴ نفر است که در جورجیا واقع شده‌است.

## موقعیت جغرافیایی
موقعیت جغرافیایی شهرها و مناطق اطراف به شرح زیر است: